# Лукамба, Паулу
Па́улу Арми́нду Лука́мба (порт. Armindo Lucas Paulo Lukamba Gato; 13 мая 1954; Баилундо, провинция Уамбо), также известный, как генерал Гату — ангольский политик и партизанский военачальник, видный деятель УНИТА. Участник гражданской войны, генерал повстанческой армии ФАЛА. Лидер УНИТА в 2002 году. Сыграл ключевую роль в переговорах с ангольскими властями о прекращении войны и легализации УНИТА. Депутат парламента Анголы.

## Твёрдый савимбист
Вступил в УНИТА в 1974 году. Несколько лет представлял движение во Франции. Участвовал в военных действиях, получил от Жонаса Савимби звание генерала Вооружённых сил освобождения Анголы (ФАЛА). Наряду с Жеремиасом Шитундой, Антониу Дембу, Элиашем Пена и несколькими другими деятелями принадлежал к ближайшему окружению Савимби.
С 1995 года генеральный секретарь УНИТА. Принимал участие в переговорах по реализации мирного соглашения, достигнутого в 1994 году в Лусаке, вёл в Луанде переговоры с руководством МПЛА.
Генерал Гату командовал крупными формированиями ФАЛА и причислялся к кругу «сильных людей УНИТА». Он считался «твёрдым савимбистом», подобно Антониу Дембу или Абелю Шивукувуку. Лукамба возлагал на МПЛА ответственность за срыв Лусакских договорённостей и занимал жёсткую позицию на последних этапах гражданской войны (вторая половина 1990-х — начало 2000-х).
Однако к началу 2002 года Лукамба Гату, видя безнадёжность дальнейшей вооружённой борьбы, стал склоняться к компромиссу с правительством МПЛА. Но при жизни Савимби предложить такой курс было невозможно.

## Примирение с правительством
После гибели Савимби 22 февраля 2002 года и последовавшей в начале марта смерти Антониу Дембу первая позиция в руководстве УНИТА и НДРА перешла к Паулу Лукамбе. 2 апреля 2002 Лукамба Гату заключил мирное соглашение с президентом Анголы Жозе Эдуарду душ Сантушем.
С начала 1990-х годов МПЛА отошла от коммунистических установок, а её режим допускал существование легальной оппозиции. Это позволяло руководителям оппозиционных движений — при условии лояльности и отказе от претензий на государственную власть — занять определённое положение в политической системе. Лидер ФНЛА Холден Роберто воспользовался этой возможностью уже в 1992 году.
В ходе переговоров Лукамбы с душ Сантушем во главу угла было поставлено примирение, а не победа. Публично Лукамба утверждал, что договорённости заключаются на равноправной основе и представлял дело так, будто компромисс с МПЛА не противоречит курсу, завещанному основателем УНИТА:

Мы ничего не меняем в программе, за которую погиб доктор Савимби: ангольская идентичность, уважение к различным позициям, равенство возможностей, демократия и верховенство закона.

Паулу Лукамба

Однако в реальности Лукамба явно шёл на серьёзные уступки правительству ради легального политического продвижения. Наблюдатели подчёркивали, что псевдоним Gato означает Кошка — отмечались его хитроумие, амбиции, стремление выйти из тени погибшего харизматического лидера.

## Цена мира
В апреле 2002 года были заключены мирные соглашения, завершившие гражданскую войну. УНИТА стала легальной оппозиционной партией, но практически утратила те рычаги влияния, которые давала партизанская армия Савимби.

Мир имеет свою цену.

Паулу Лукамба

На съезде УНИТА в 2003 году лидером партии был избран Исайаш Самакува. Однако Паулу Лукамба сохранил решающее влияние на партийную политику.
В 2008 и 2012 годах Паулу Лукамба избирался в парламент Анголы по общенациональному списку УНИТА.